# جون شالر
جون شالر (بالإنجليزية: John Schaller)‏ هو سياسي أمريكي، ولد في 7 يوليو 1912، وتوفي في 1978. حزبياً، نشط في الحزب الديمقراطي. وقد انتخب عضو جمعية ولاية ويسكونسن.